# Gobius gasteveni
 Gobius gasteveni és una espècie de peix de la família dels gòbids i de l'ordre dels perciformes.

## Morfologia
Els mascles poden assolir els 12 cm de longitud total.

## Distribució geogràfica
Es troba a l'oest del Canal de la Mànega, Madeira i les Illes Canàries.